# Браун, Дастин (теннисист)
Дастин Браун (англ. Dustin Brown; род. 8 декабря 1984 года в Целле, ФРГ) — ямайский профессиональный теннисист, выступавший за Германию в 2011—2022 годах; победитель двух турниров ATP в парном разряде. За карьеру выиграл 8 «челленджеров» в одиночном разряде и 26 — в парном.
Является одним из двух теннисистов в истории, кто имеет положительный баланс встреч с Рафаэлем Надалем среди тех, кто сыграл с ним более одного матча. Браун известен своей техникой игры у сетки, скоростью и различными трюковыми ударами, которые Браун использует в любые моменты матча.

## Общая информация
Браун из интернациональной семьи: его отец — Лерой — гражданин Ямайки, а мать — Инге — гражданка Германии. У Дастина есть двое сводных братьев — Стив и Дин.
Браун в теннисе с пяти лет. До августа 1996 года Дастин жил в Германии, и лишь в этом возрасте переехал на Ямайку, начав участвовать в соревнованиях протура. До октября 2010 года он представлял на международных соревнованиях родину отца, а затем — родину матери.
Из-за свой причёски Браун среди своих знакомых имеет прозвище «Дредди». Дастин владеет немецким и английским языками.
В 2004—2007 годах Браун из-за финансовых проблем путешествовал по соревнованиям в подаренном родителями жилом фургоне, где также ночевал.
Браун имеет мощную подачу и часто выходит к сетке, в том числе и после второй подачи, не признавая долгие розыгрыши мяча. Его рискованный стиль игры многие сравнивают с игрой Бориса Беккера.

## Спортивная карьера

### Выступления под флагом Ямайки (до 2010 года)

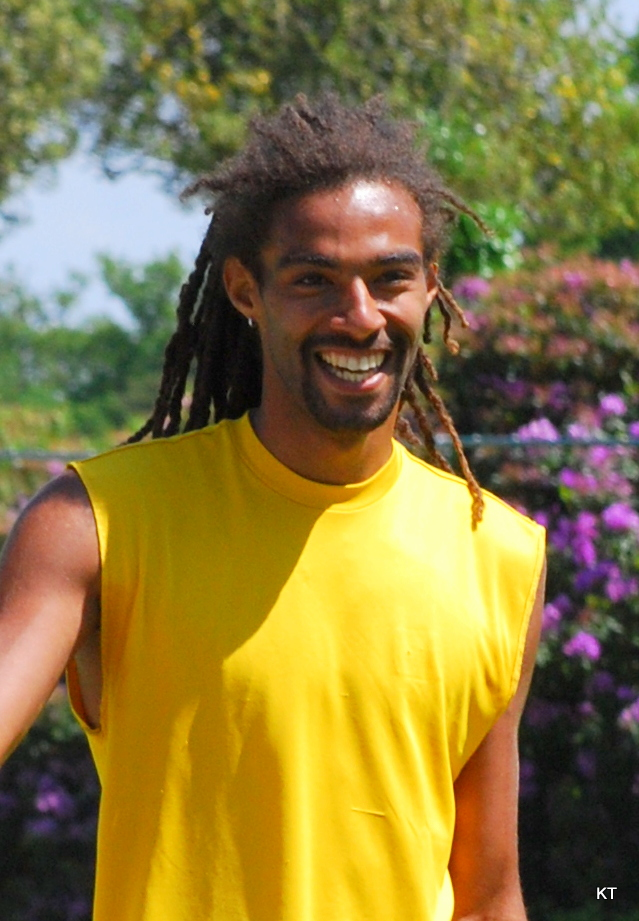
Браун в 2010 году

Профессиональную карьеру начал в 2002 году.
В 2007 году выиграл первый турнир серии ITF Futures. В 2008 и 2009 годах победил ещё на двух турнирах этой серии. Также в 2009 году сумел выиграть первый турнир ATP Challenger Series в Самарканде. В 2010 году побеждает ещё на двух турнирах Challenger в Ахене и Йоханнесбурге.
В феврале 2010 года в возрасте 25 лет дебютирует в основной сетке первого для себя турнира ATP в Йоханнесбурге, где сумел дойти до четвертьфинала. В июне 2010 года Дастин дебютирует в основной сетке турнира Большого шлема на Уимблдоне, где уступил уже в первом раунде 16-му сеянному австрийцу Юргену Мельцеру (3-6 6-4 2-6 3-6).
Выйдя в июле в четвертьфинал турнира в Ньюпорте он впервые вошел в сто лучших теннисистов в рейтинге ATP.
На Открытом чемпионате США 2010 года Браун выиграл свой первый в карьере матч в одиночной сетке турнира Большого шлема, победив в первом круге Рубена Рамиреса Идальго — 6-4 7-65 7-5. Во втором круге Дастин уступил Энди Маррею (4-й номер посева) со счётом 5-7 3-6 0-6.
В сентябре 2010 года в соревнованиях парного разряда на турнире в Меце совместно с Рогиром Вассеном он завоевывает первый титул ATP в своей карьере. Браун закончил год на высшем в карьере 53-м месте в парном рейтинге.

### Выступления под флагом Германии (2011—2022)

#### 2011
В 2011 году на Открытом чемпионате Франции добился своего лучшего в карьере результата на турнирах Большого шлема в парном разряде, дойдя вместе с 37-летним Михаэлем Кольманом до третьего круга, где уступил американской паре Скотт Липски и Раджив Рам (3-6 2-6).

#### 2012
В 2012 году Дастин трижды играл в финалах турниров серии ATP 250 в парном разряде, одержав в апреле победу в Касабланке вместе с австралийцем Полом Хэнли (в решающем матче в двух сетах были обыграны итальянцы Даниеле Браччали и Фабио Фоньини). Также весной 2012 года Браун выиграл один «челленджер» в одиночном разряде и два — в парном (оба раза в паре с британцем Джонатаном Марреем, который позднее в том сезоне сенсационно победил в парном разряде на Уимблдоне). В мае 2012 года Браун поднялся на высшее в карьере 43-е место в мировом парном рейтинге.

#### 2013

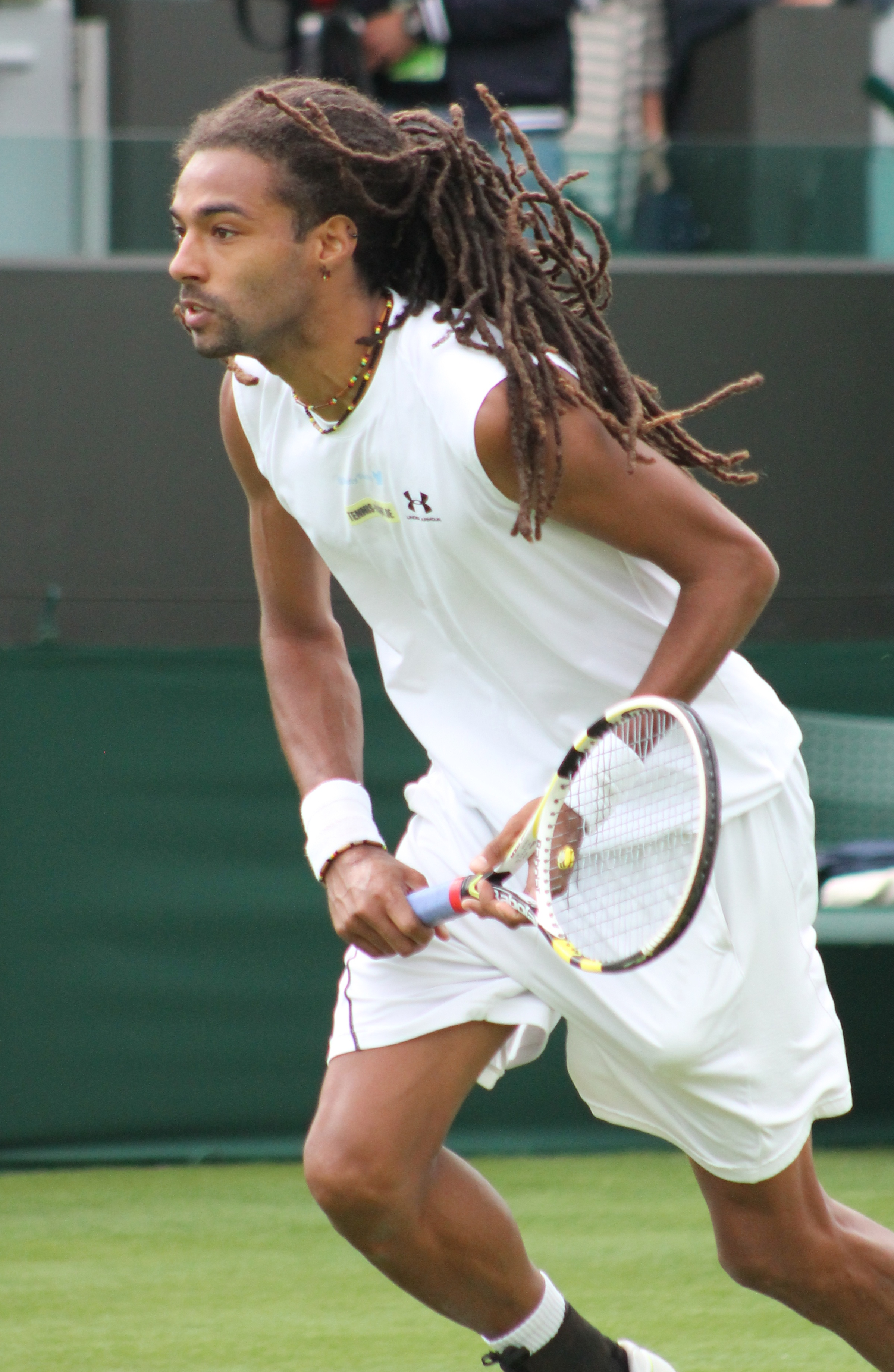
Браун на Уимблдоне 2013 года

В 2013 году Браун впервые в карьере дошёл до третьего круга Уимблдона в одиночном разряде. Браун не был посеян в квалификации, но выиграл три матча, не отдав ни сета. В решающем матче он обыграл Евгения Королёва — 7-65 6-3 6-2. В первом круге основной сетки Дастин разгромил испанца Гильермо Гарсию Лопеса (6-3 6-3 6-3). Во втором круге Браун сенсационно обыграл чемпиона Уимблдона 2002 года 32-летнего Ллейтона Хьюитта — 6-4 6-4 63−7 6-2. В третьем круге Дастин уступил французу Адриану Маннарино (4-6 2-6 5-7). Осенью 2013 года Браун выиграл «челленджер» в одиночном разряде в Генуе (победа в финале над Филиппо Воландри), а также в парном разряде в Эккентале (вместе с Филиппом Марксом).

#### 2014
В начале января 2014 года Браун успешно выступил на турнире ATP 250 в Дохе, где прошёл три раунда квалификации, не отдав ни сета, а в основной сетке обыграл Ивана Додига и Иво Карловича — 3-6 7-6(15-13) 6-4. В четвертьфинале Браун был близок к победе над немцем Петером Гоёвчиком, который стоял в рейтинге ниже Дастина, но уступил на тай-брейке третьего сета — 3-6 6-3 6-7(5-7). В апреле в Хьюстоне Брауну впервые в карьере удалось обыграть игрока из топ-10 мирового рейтинга, во втором круге он был сильнее Джона Изнера — 6-5 6-7(7-9) 7-6(7-4). В четвертьфинале Дастин проиграл Сэму Куэрри — 3-6 7-6(10-8) 3-6.
На Открытом чемпионате Франции 2014 года Браун (82-й номер мирового рейтинга) попал сразу в основную сетку, но уступил в первом круге в 4 сетах Маринко Матошевичу. После «Ролан Гаррос» Браун выступил на травяном турнире в Халле, где во втором круге сумел сенсационно разгромить первую ракетку мира Рафаэля Надаля — 6-4 6-1. За весь матч у Надаля был только один брейк-пойнт, который Браун отыграл, сам же Дастин трижды брал геймы на подаче испанца. В четвертьфинале Браун был близок к первому в своей карьере полуфиналу турнира ATP, но проиграл Филиппу Кольшрайберу на одном из самых продолжительных тай-брейков в истории, не реализовав несколько матчболов — 4-6 7-5 6-7(16-18). В третьем сете при счёте 5-4 Кольшрайбер подавал на матч и имел матчбол, но Браун сумел сделать брейк и довести дело до тай-брейка, где его соперник всё же выиграл матч с 8-го матчбола.

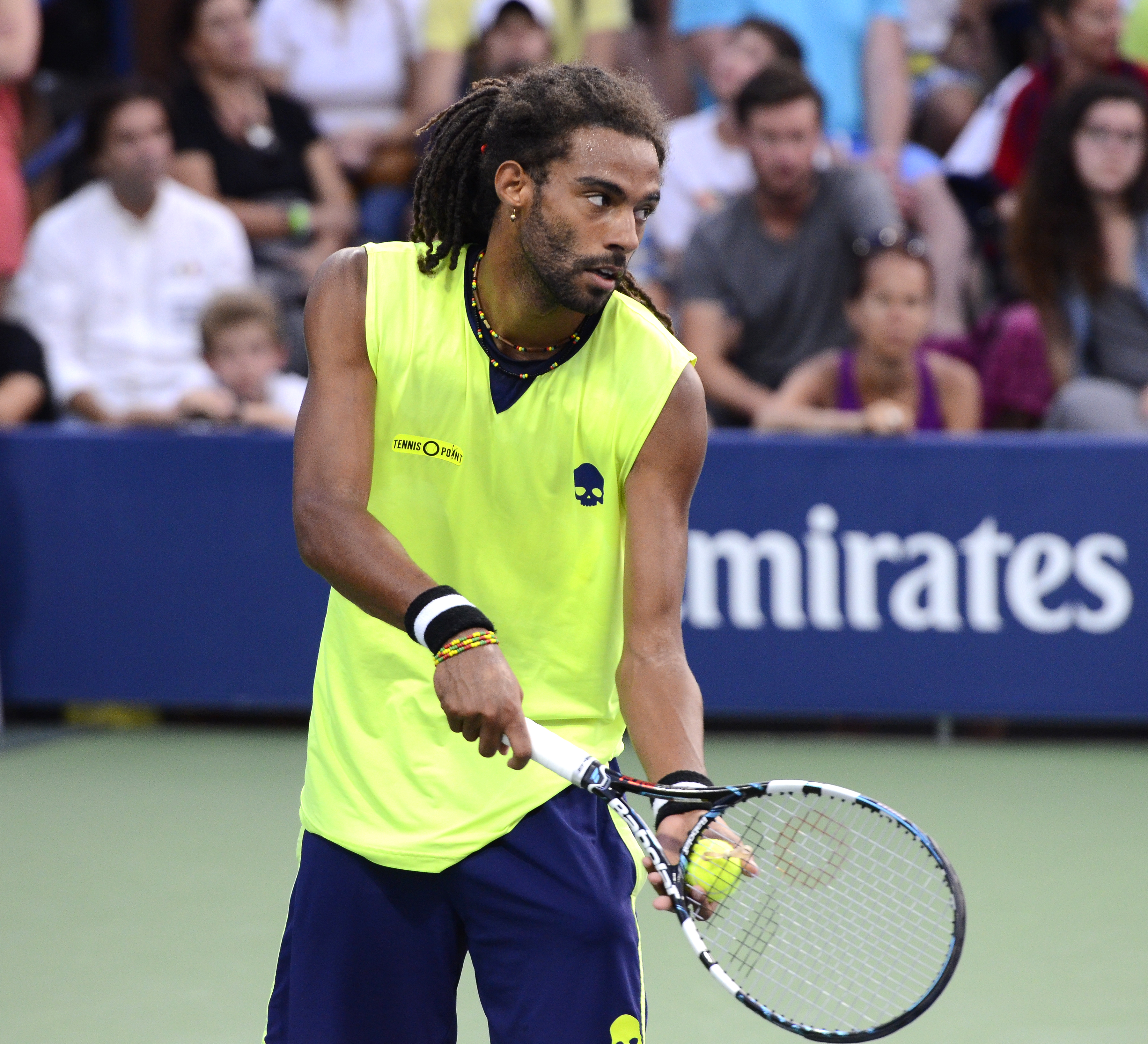
Браун в первом круге US Open 2014 года

На Уимблдоне Браун в первом круге в 4 сетах уступил Маркосу Багдатису. На Открытом чемпионате США Дастин в первом круге в трёх сетах проиграл Бернарду Томичу. Тем не менее Браун впервые в карьере в одном сезоне выступил в основных сетках сразу трёх турниров Большого шлема. В сентябре в польском Щецине Браун праздновал двойной успех на грунтовом «челленджере»: в одиночном разряде он обыграл в финале Яна-Леннарда Штруффа, а также выиграл парный разряд вместе с тем же Штруффом. Год Браун закончил на высшем в карьере 89-м месте в одиночном рейтинге.

#### 2015

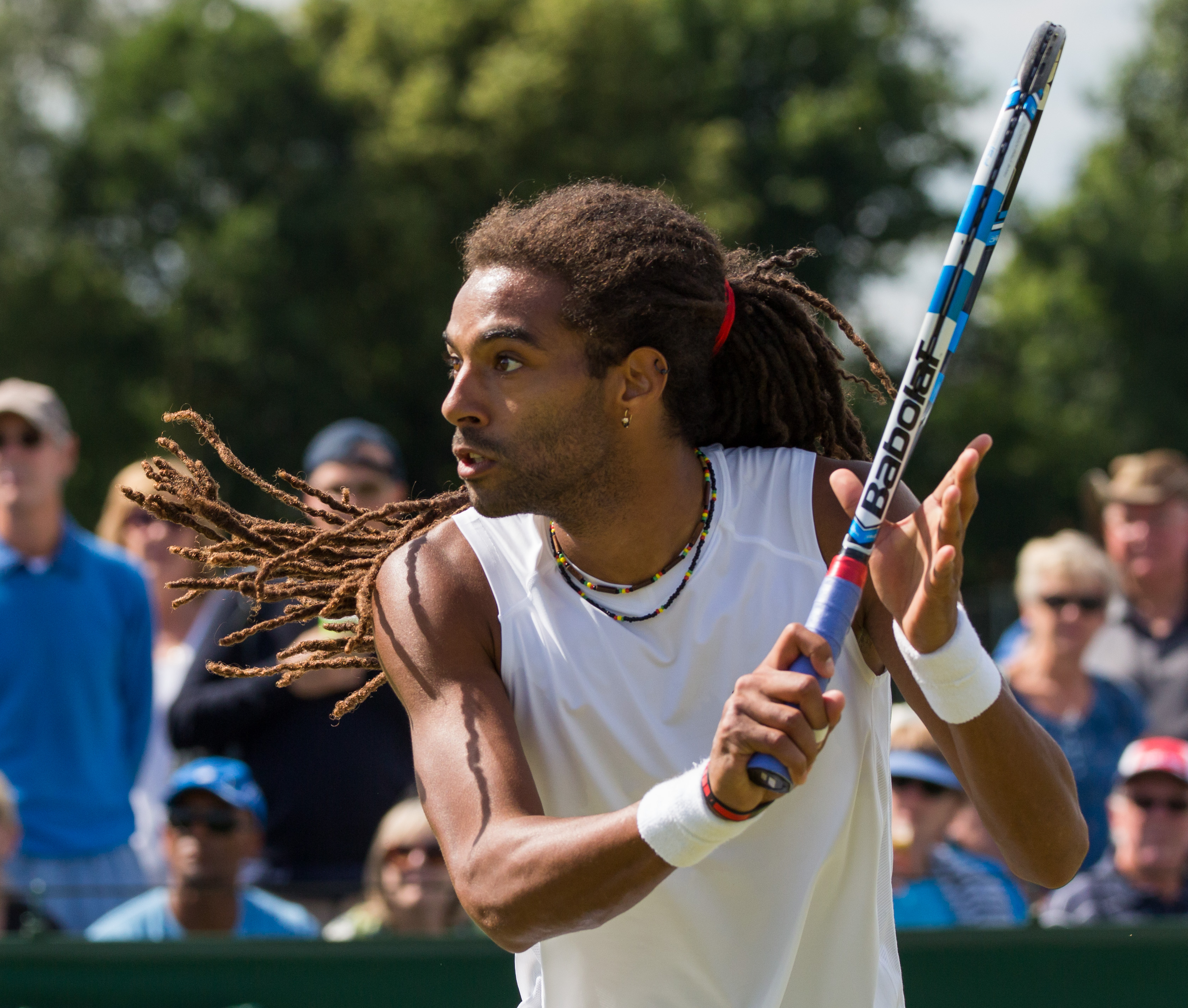
Браун во втором раунде квалификации Уимблдона 2015 года

2015 год вновь начался для Брауна с четвертьфинале турнира ATP 250 в Дохе, где он уступил 10-й ракетке мира Давиду Ферреру (2-6 2-6). Благодаря месту в топ-100 зимой и весной много играл на турнирах серии ATP, но без особых успехов — за всю зиму после Дохи он выиграл только один матч при пяти поражениях. Весной дела шли также не лучшим образом, в итоге на «Ролан Гаррос» Браун проиграл уже в первом раунде квалификации Таро Даниэлю (4-6 7-5 5-7).
Выступления на травяных кортах сложились гораздо успешнее. На Уимблдоне Браун уверенно прошёл квалификацию, не отдав ни сета в трёх матчах. В первом круге основной сетки Дастин обыграл Лу Яньсюня (3-6 6-3 7-5 6-4). Во втором круге Браун встретился с Рафаэлем Надалем, который уже знал, чего можно ожидать от Дастина, тем не менее Браун провёл один из лучших матчей в карьере, одержав за 2,5 часа победу со счётом 7-5 3-6 6-4 6-4. У Брауна было 11 брейк-пойнтов, из которых он реализовал 4. На своей второй подаче Надаль взял менее 50 % мячей. Нестандартная и активная игра Брауна стала настоящим откровением для тех болельщиков, которые не были ранее знакомы с его выступлениями. В третьем круге Браун уступил в 4 сетах 24-й ракетке мира Виктору Троицки.
После Уимблдона Браун дошел до 1/4 финала турнира в Ньюпорте, где проиграл Иво Карловичу. На Открытом чемпионате США Дастин в первом круге выиграл два первых сета у Робина Хасе, но затем проиграл три подряд — 6-4 6-4 3-6 5-7 4-6. В сентябре Браун первый и единственный раз сыграл за сборную Германии в Кубке Дэвиса в гостевом матче против Доминиканской Республики. Он проиграл в 4 сетах Виктору Эстрелье Бургосу, но немцы победили в матче со счётом 4-1. На турнире в зале в Меце Браун едва не обыграл во втором круге 4-ю ракетку мира Стэна Вавринку — 6-4 3-6 6-7(4). В октябре дошёл до финала «челленджера» в США, но уступил юному Тэйлору Фрицу. В парном разряде Браун за сезон шесть раз играл в финалах «челленджеров», из которых выиграл три.

#### 2016

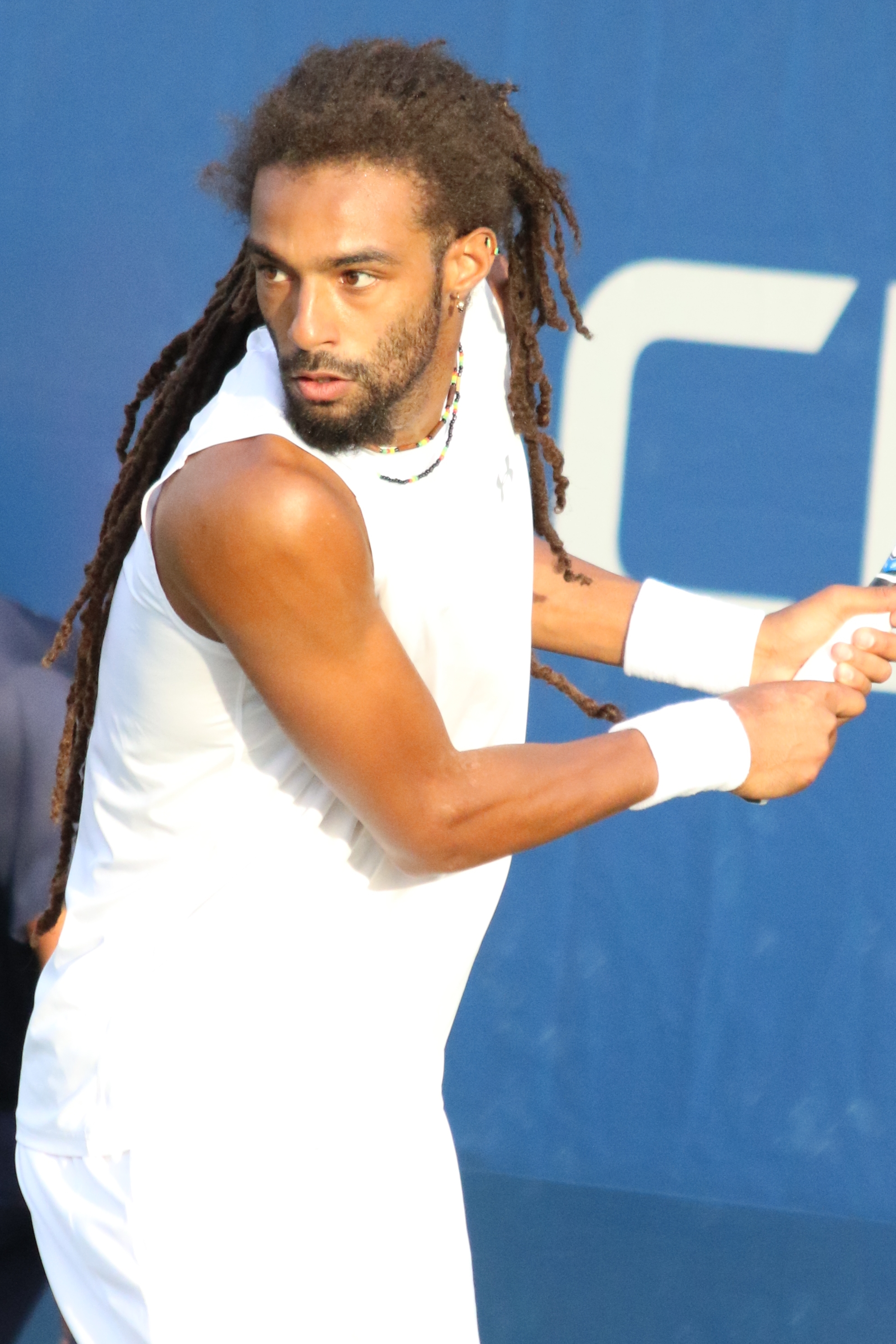
Браун на US Open 2016 года

В феврале 2016 года Браун наконец смог впервые в карьере выйти в полуфинал турнира ATP в одиночном разряде после 8 подряд поражений в четверфтьфиналах. Это произошло на турнире в Монпелье, где Браун едва не выбыл уже в первом куге квалификации, обыграв Мишу Зверева 3-6 7-6(5) 6-4. В основной сетке Дастин обыграл Стива Дарси (7-5 7-5), 15-ю ракетку мира Жиля Симона (6-4 6-4) и Рубена Бемельманса (6-3 6-3). В полуфинале Браун проиграл 10-й ракетке мира Ришару Гаске (6-1 4-6 3-6). На Открытом чемпионате Франции Браун сумел впервые выиграть матч в основной сетке одиночного разряда. Уверенно пройдя квалификацию, не отдав ни сета, в первом круге Дастин обыграл в пяти сетах Дуди Селу из Израиля — 6-7(5) 6-4 7-6(5) 4-6 6-4. Во втором круге Браун в трёх сетах проиграл американцу Джеку Соку.
В июне Браун впервые в карьере выиграл «челленджер» на травяном покрытии в Манчестере, отдав в пяти матчах только один сет. На Уимблдоне Браун в первом круге в пяти сетах победил Душана Лайовича, но затем в пяти сетах уступил Нику Кирьосу, также известному своей склонностью к разным трюковым ударам. В июле в швейцарском Гштаде Браун второй раз в карьере вышел в полуфинале турнира ATP, обыграв в 1/4 финала россиянина Михаила Южного (6-4 6-4). В полуфинале в трёх сетах Дастин уступил Фелисиано Лопесу (6-4 3-6 3-6). На Олимпийских играх в Рио-де-Жанейро Браун был вынужден отказаться от игры в первом круге в матче против Томаса Беллуччи при счёте 6-4 4-5 в свою пользу. На Открытом чемпионате США Дастин в первом круге проиграл шестой ракетке мира Милошу Раоничу (5-7 4-6 4-6). В октябре 2016 года Браун поднялся на высшее в карьере 64-е место в одиночном рейтинге. Сезон Дастин завершил также на высшем в карьере 72-м месте в мире.

#### 2017
На Открытом чемпионате Австралии 2017 года Браун в первом круге вновь играл с Раоничем и вновь не взял ни сета (3-6 4-6 2-6). В феврале на турнире в Монпелье в зале Браун одержал свою 4-ю в карьере победу над игроком топ-10, переиграв во втором круге Марина Чилича 6-4 6-4. Зимние и весенние турниры ATP сложились в целом неудачно. Чуть удачнее шли дела в парном разряде — в апреле Браун впервые за 4 года дошёл до финала турнира ATP вместе с Фрэнсисом Тиафо. Пара, получившая wild card, сумела в первом круге в Хьюстоне обыграть вторых сеянных колумбийцев Роберта Фару и Хуана Себастьяна Кабаля. В финале Браун и Тиафо проиграли Хулио Перальте и Орасио Себальосу — 6-4 5-7 [6-10]. На Открытом чемпионате Франции Дастин в первом круге уступил 16-й ракетке мира Гаэлю Монфису (4-6 5-7 0-6). На Уимблдоне Браун обыграл в первом круге португальца Жуана Соузу в 4 сетах, но затем ничего не смог противопоставить первой ракетке мира Энди Маррею (3-6 2-6 2-6). На US Open в первом круге Дастин уверенно обыграл Томаса Беллуччи (6-4 6-3 6-2), но затем проиграл 13-й ракетке мира Роберто Баутисте Агуту в трёх сетах. Осенью Дастин в основном выступал на «челленджерах», но также без особого успеха, ни разу не дойдя до финала. Впервые с 2011 года он за сезон ни разу не дошёл до финала «челленджера» в одиночном разряде. Сезон Дастин завершил на 125-м месте в рейтинге, низшем с 2012 года.

#### 2018
2018 год сложился для Брауна неудачно. На Открытом чемпионате Австралии, с трудом пройдя квалификацию, в первом круге в пяти сетах он уступил Жуану Соузе из Португалии — 4-6 3-6 6-4 7-6(4) 1-6. В начале февраля на турнире ATP 250 в Монпелье в первом круге в матче против Николя Маю Браун вёл 7-6(2) 5-2. Дастин эффектно выиграл первый мяч на подаче Маю, но получил в розыгрыше травму спины и в слезах покинул корт, когда до победы оставалось всего три мяча. Браун вернулся на корты в конце марта, но в мае ещё дважды снимался по ходу матчей. На Открытом чемпионате Франции он проиграл уже в первом круге квалификации. Ещё более разочаровывающими стали выступления на травяных турнирах — пять поражений в пяти матчах, в том числе в первом раунде квалификации Уимблдона от Стефана Козлова (3-6 1-6). Браун потерял так много мест в рейтинге, что в августе ему пришлось играть квалификацию на «челленджере» в Комо, где он в итоге дошёл до второго круга основной сетки. Там же в Коме Браун впервые с 2015 года выиграл «челленджер» в парном разряде. В сентябре в Генуе Дастин впервые за два года дошёл до финала «челленджера» в одиночном разряде, где уступил Лоренцо Сонего (2-6 1-6). Это был последний успех в сезоне, из оставшихся 6 матчей Браун выиграл лишь один. Сезон Браун завершил на 230-м месте в рейтинге, впервые c 2009 года не выиграв ни одного матча на уровне турниров ATP.

#### 2019
В январе 2019 года Браун выиграл «челленджер» в Новой Каледонии в паре с Дональдом Янгом. На Открытом чемпионате Австралии Дастин проиграл в третьем круге квалификации Ллойду Харрису из ЮАР. В апреле Браун впервые с июня 2016 года выиграл «челленджер» в одиночном разряде, победив на грунтовых кортах в Софии Антиполисе во Франции. В финале Браун переиграл 109-ю ракетку мира Филипа Краиновича. На Открытом чемпионате Франции Браун проиграл в третьем круге квалификации Сальваторе Карузо из Италии (6-4 4-6 3-6).
В середине июня на турнире ATP 250 на травяных кортах в немецком Халле Браун прошёл квалификацию, а затем во втором круге обыграл пятую ракетку мира Александра Зверева — 6-4 6-7(3) 6-3. В четвертьфинале Браун был близок к победе над канадцем Феликсом Оже-Альяссимом, в третьем сете Дастин подавал на матч и имел матчбол, но единственный раз за матч не сумел удержать свою подачу и в итоге уступил — 6-7(3-7) 7-6(7-2) 6-7(2-7). В случае победы 34-летний Браун мог впервые в карьере выйти в финал турнира ATP, так как соперник Оже-Альяссима по полуфиналу Милош Раонич отказался от игры до матча. На Уимблдонском турнире Браун во втором круге квалификации уступил 20-летнему Микаэлю Имеру из Швеции — 6-7(5-7) 2-6. После Уимблдона не выступал до конца сезона.

#### 2020
Сезон 2020 года Дастин начал с трёх поражений, первую победу в матче он одержал лишь в феврале на «челленджере» в Кобленце над Владимиром Игнатиком, но проиграл уже в следующем круге. Также в феврале дошёл до полуфинала «челленджера» в Шербуре в парном разряде вместе с Рубеном Бемельмансом. Осенью дошёл до третьего круга квалификации на Ролан Гаррос, но уступил в двух сетах итальянцу Лоренцо Джустино. В ноябре в паре с Антуаном Оаном выиграл челленджер в парном разряде в немецком Эккентале, который стал 20-м в карьере Брауна.

#### 2021
В феврале на Открытом чемпионате Австралии дошел до третьего круга квалификации, где уступил в двух сетах 23-летнему Максиму Кресси из США — 6-7(5-7) 4-6. Затем весной последовали неудачи на «челенджерах», где на 5 турнирах Браун выиграл только один матч. Последний раз Браун в одиночном разряде выходил на корт в июне на турнире ATP 250 в Штутгарте на траве, где, получив wild card, проиграл Николозу Басилашвили со счётом 3-6 6-7(4-7). В парном разряде Браун выступал успешнее, при этом часто меняя партнёров. В июне вместе с Сэмом Вайссборном дошёл до финала «челленджера» в Милане. В августе вместе с Робином Хасе дошёл до финала «челленджера» в Германии. В сентябре выиграл «челленджер» в паре с итальянцем Андреа Вавассори в Австрии. В октябре вновь с Вавассори выиграл «челленджер» в Неаполе. В обоих случаях Браун и Вавассори не проигрывали на турнире ни одного сета. Вслед за этим Браун и Вавассори дошли ещё до одного финала «челленджера» в Неаполе, но на этот раз проиграли. Закончил год на 137-м месте в парном рейтинге, высшем за 5 сезонов.

### Последние сезоны под флагом Ямайки (2022—2024)

#### 2022
В сезоне 2022 года Браун, который вновь стал представлять Ямайку, выступал только в парном разряде. Он достиг 7 финалов «челленджеров» (больше было только в 2010 году), из которых выиграл 4, в том числе трижды с Вавассори. На уровне ATP Браун сыграл в парном разряде 4 матча и все 4 проиграл. Закончил год на 109-м месте в парном рейтинге.

#### 2023
В апреле впервые с 2016 года вернулся в топ-100 парного рейтинга. Весной дошёл до финала «челленджера» в Лилле вместе с 43-летним Айсамом-уль-Хаком Куреши. Это был 48-й в карьере Брауна финал «челленджера» в парном разряде (26 побед — 22 поражения). За сезон выиграл три матча в парном разряде на уровне ATP. Последний раз выходил на корт в июне 2023 года на турнире ATP 250 в Штутгарте на траве, где пара Браун и Даниэль Альтмайер выиграла матч первого круга и не вышла на следующий матч. Завершил сезон на 200-м месте в парном рейтинге.

#### 2024
В начале года сообщил, что завершит карьеру в сезоне 2024 года.
На Уимблдонском турнире впервые в карьере дошёл до третьего раунда в парном разряде, выступая вместе с аргентинцем Себастьяном Баэсом.
Последним выступлением Брауна стал турнир ATP 250 на харде в зале в Меце в ноябре, где он играл вместе с американцем Эваном Кингом и в первом раунде уступил французской паре Пьер-Юг Эрбер / Альбано Оливетти.

## Рейтинг на конец года
| Год  | Одиночный рейтинг | Парный рейтинг |
| 2024 | —                 | 297            |
| 2023 | —                 | 200            |
| 2022 | —                 | 109            |
| 2021 | 343               | 137            |
| 2020 | 261               | 219            |
| 2019 | 203               | 217            |
| 2018 | 230               | 173            |
| 2017 | 125               | 182            |
| 2016 | 72                | 173            |
| 2015 | 118               | 82             |
| 2014 | 89                | 85             |
| 2013 | 111               | 86             |
| 2012 | 167               | 56             |
| 2011 | 161               | 69             |
| 2010 | 92                | 53             |
| 2009 | 144               | 206            |
| 2008 | 494               | 256            |
| 2007 | 459               | 444            |
| 2006 | 566               | 582            |
| 2005 | 622               | 518            |
| 2004 | 820               | 802            |
| 2003 | 527               | 727            |
| 2002 | 725               | 998            |

## Выступления на турнирах

### Финалы челленджеров и фьючерсов в одиночном разряде (29)

#### Победы (12)
| Титулы              |
| Челленджеры (8+20*) |
| Фьючерсы (4+17)     |

| Титулы по покрытиям | Титулы по месту проведения матчей турнира |
| ------------------- | ----------------------------------------- |
| Хард (2+7*)         | Зал (4+11)                                |
| Грунт (6+22)        | Зал (4+11)                                |
| Трава (1)           | Открытый воздух (8+26)                    |
| Ковёр (3+8)         | Открытый воздух (8+26)                    |

* количество побед в одиночном разряде + количество побед в парном разряде.
| №   | Дата             | Турнир                    | Покрытие  | Соперник в финале      | Счёт           |
| 1.  | 30 октября 2005  | Хайльбронн, Германия      | Ковёр (i) | Энрико Януцци          | 4-6 7-6(4) 6-0 |
| 2.  | 14 июля 2007     | Рёмерберг, Германия       | Грунт     | Рубен Бемельманс       | 6-3 7-6(4)     |
| 3.  | 28 июня 2008     | Трир, Германия            | Грунт     | Тобиас Клеменс         | 7-5 6-7(6) 6-0 |
| 4.  | 22 марта 2009    | Вадуц, Лихтенштейн        | Ковёр (i) | Милослав Мечирж        | 3-6 6-4 7-6(6) |
| 5.  | 15 августа 2009  | Самарканд, Узбекистан     | Грунт     | Жонатан Даньер де Вежи | 7-6(3) 6-3     |
| 6.  | 18 апреля 2010   | Йоханнесбург, ЮАР         | Хард      | Изак ван дер Мерве     | 7-6(2) 6-3     |
| 7.  | 14 ноября 2010   | Ахен, Германия            | Ковёр (i) | Игорь Сейслинг         | 6-3 7-6(3)     |
| 8.  | 25 марта 2012    | Бат, Великобритания       | Хард (i)  | Ян Мертль              | 7-6(1) 6-4     |
| 9.  | 8 сентября 2013  | Генуя, Италия             | Грунт     | Филиппо Воландри       | 7-6(5) 6-3     |
| 10. | 14 сентября 2014 | Щецин, Польша             | Грунт     | Ян-Леннард Штруфф      | 6-4 6-3        |
| 11. | 5 июня 2016      | Манчестер, Великобритания | Трава     | Лу Яньсюнь             | 7-6(5) 6-1     |
| 12. | 7 апреля 2019    | София-Антиполис, Франция  | Грунт     | Филип Краинович        | 6-3 7-5        |

#### Поражения (17)
| №   | Дата             | Турнир                        | Покрытие  | Соперник в финале      | Счёт                 |
| 1.  | 22 декабря 2002  | Трелони, Ямайка               | Хард      | Жан-Жюльен Ройер       | 4-6 3-6              |
| 2.  | 9 июля 2006      | Кассель, Германия             | Грунт     | Лукаш Лацко            | 6-3 3-6 4-6          |
| 3.  | 14 января 2007   | Нуслох, Германия              | Ковёр(i)  | Флорин Мерджа          | 3-6 2-6              |
| 4.  | 12 сентября 2007 | Фридберг, Германия            | Грунт     | Марк Майгель           | 2-6 6-4 3-6          |
| 5.  | 30 сентября 2007 | Форбак, Франция               | Ковёр(i)  | Жослан Уанна           | 5-7 6-7(4)           |
| 6.  | 5 апреля 2008    | Анталья, Турция               | Грунт     | Андрей Горбань         | 3-6 1-6              |
| 7.  | 25 января 2009   | Магалуф, Испания              | Грунт     | Андони Виванко-Гусман  | 7-6(4) 5-7 6-7(4)    |
| 8.  | 1 февраля 2009   | Мурсия, Испания               | Грунт     | Хавьер Хенаро-Мартинес | 4-6 4-6              |
| 9.  | 31 мая 2009      | Карлсруэ, Германия            | Грунт     | Флориан Майер          | 2-6 4-6              |
| 10. | 29 августа 2009  | Алма-Ата, Казахстан           | Хард      | Иван Сергеев           | 3-6 7-5 4-6          |
| 11. | 8 ноября 2009    | Эккенталь, Германия           | Ковёр (i) | Даниэль Брандс         | 4-6 4-6              |
| 12. | 15 ноября 2009   | Ахен, Германия                | Ковёр (i) | Раджив Рам             | 6-7(2) 7-6(5) 6-7(2) |
| 13. | 17 марта 2013    | Сараево, Босния и Герцеговина | Хард (i)  | Адриан Маннарино       | 6-7(3) 6-7(2)        |
| 14. | 24 ноября 2013   | Андрия, Италия                | Хард (i)  | Мартон Фучович         | 3-6 4-6              |
| 15. | 18 октября 2015  | Фэрфилд, США                  | Хард      | Тейлор Фриц            | 3-6 4-6              |
| 16. | 18 сентября 2016 | Щецин, Польша                 | Грунт     | Алессандро Джанесси    | 2-6 3-6              |
| 17. | 9 сентября 2018  | Генуя, Италия                 | Грунт     | Лоренцо Сонего         | 2-6 1-6              |

### Финалы турниров ATP в парном разряде (6)

#### Победы (2)
| Титулы                      |
| --------------------------- |
| Турниры Большого Шлема (0*) |
| Финал Мирового тура (0)     |
| ATP Masters 1000 (0)        |
| ATP 500 (0)                 |
| ATP 250 (0+2)               |

| Титулы по покрытиям | Титулы по месту проведения матчей турнира |
| ------------------- | ----------------------------------------- |
| Хард (0+1*)         | Зал (0+1)                                 |
| Грунт (0+1)         | Зал (0+1)                                 |
| Трава (0)           | Открытый воздух (0+1)                     |
| Ковёр (0)           | Открытый воздух (0+1)                     |

* количество побед в одиночном разряде + количество побед в парном разряде.
| №  | Дата             | Турнир              | Покрытие | Партнёр      | Соперники в финале             | Счёт    |
| 1. | 26 сентября 2010 | Мец, Франция        | Хард (i) | Рогир Вассен | Марсело Мело Бруно Соарес      | 6-3 6-3 |
| 2. | 15 апреля 2012   | Касабланка, Марокко | Грунт    | Пол Хенли    | Даниэле Браччали Фабио Фоньини | 7-5 6-3 |

#### Поражения (4)
| №  | Дата            | Турнир              | Покрытие | Партнёр            | Соперники в финале             | Счёт               |
| 1. | 26 февраля 2012 | Марсель, Франция    | Хард(i)  | Жо-Вильфрид Тсонга | Николя Маю Эдуар Роже-Васслен  | 6-3 3-6 [6-10]     |
| 2. | 29 июля 2012    | Кицбюэль, Австрия   | Грунт    | Пол Хенли          | Франтишек Чермак Юлиан Ноул    | 6-7(4) 6-3 [10-12] |
| 3. | 14 апреля 2013  | Касабланка, Марокко | Грунт    | Кристофер Кас      | Юлиан Ноул Филип Полашек       | 3-6 2-6            |
| 4. | 16 апреля 2017  | Хьюстон, США        | Грунт    | Фрэнсис Тиафо      | Хулио Перальта Орасио Себальос | 6-4 5-7 [6-10]     |

### Финалы челленджеров и фьючерсов в одиночном разряде (70)

#### Победы (37)
| №   | Дата             | Турнир                          | Покрытие    | Партнёр            | Соперники в финале                           | Счёт                  |
| 1.  | 21 сентября 2003 | Монтего-Бей, Ямайка             | Хард        | Райан Расселл      | Клеман Морель Жиль Симон                     | 7-6(4) 6-2            |
| 2.  | 16 октября 2005  | Хайльбронн, Германия            | Ковёр (i)   | Ладо Чихладзе      | Ральф Грамбов Бастиан Книттель               | 7-6(5) 7-5            |
| 3.  | 5 марта 2006     | Вилен, Швейцария                | Ковёр (i)   | Тобиас Кляйн       | Ладо Чихладзе Денис Павлов                   | 6-4 4-6 7-5           |
| 4.  | 12 марта 2006    | Лойггерн, Швейцария             | Ковёр (i)   | Тобиас Кляйн       | Джером Беккер Юлиан Райстер                  | 4-6 6-3 7-6(2)        |
| 5.  | 16 июля 2006     | Трир, Германия                  | Грунт       | Даниэль Путткаммер | Штефан Килххофер Свен Свиннен                | 6-3 4-6 6-4           |
| 6.  | 18 марта 2007    | Вилен, Швейцария                | Ковёр (i)   | Роман Борванов     | Патрик Айхенбергер Дилан Сессагисими         | 6-0 6-7(9) 6-3        |
| 7.  | 9 сентября 2007  | Кемптен, Германия               | Грунт       | Ерун Массон        | Николас Тодеро Владимир Волчков              | 6-4 6-4               |
| 8.  | 3 февраля 2008   | Меттман, Германия               | Ковёр (i)   | Даниэль Данилович  | Александр Садецки Изак ван дер Мерве         | 6-4 4-6 [10-7]        |
| 9.  | 10 февраля 2008  | Швибердинген, Германия          | Ковёр (i)   | Александр Садецки  | Душан Карол Ерун Массон                      | 7-6(1) 7-5            |
| 10. | 2 марта 2008     | Лойггерн, Швейцария             | Хард (i)    | Армин Сандбихлер   | Блазей Конюш Гжегож Панфил                   | 6-3 6-2               |
| 11. | 5 апреля 2008    | Анталья, Турция                 | Грунт       | Петер Штайнбергер  | Даниэль Штёр Андре Вислер                    | 7-5 6-2               |
| 12. | 28 июня 2008     | Трир, Германия                  | Грунт       | Штефан Зайферт     | Петер Торебко Хольгер Зюлсдорфф-Павлович     | 6-1 6-4               |
| 13. | 6 июля 2008      | Кассель, Германия               | Грунт       | Штефан Зайферт     | Тимо Ниеминен Андре Сикора                   | 5-7 6-1 [10-5]        |
| 14. | 25 января 2009   | Магалуф, Испания                | Грунт       | Петер Штайнбергер  | Агустин Бохе-Ордонес Андони Виванко-Гусман   | 6-7(3) 7-6(3) [12-10] |
| 15. | 1 февраля 2009   | Мурсия, Испания                 | Грунт       | Даниэль Штёр       | Гильермо Алькорта-Оларра Дмитрий Перевощиков | 6-4 6-3               |
| 16. | 8 февраля 2009   | Мурсия, Испания                 | Грунт       | Петер Штайнбергер  | Романо Франтцен Дмитрий Ситак                | 6-2 7-6(4)            |
| 17. | 27 июня 2009     | Трир, Германия                  | Грунт       | Кевин Деден        | Эрик Хвойка Патрик Тауберт                   | 4-6 6-3 [10-6]        |
| 1.  | 20 сентября 2009 | Баня-Лука, Босния и Герцеговина | Грунт       | Райнер Айтценгер   | Исмар Горчич Симоне Ваньоцци                 | 6-4 6-3               |
| 2.  | 4 апреля 2010    | Неаполь, Италия                 | Грунт       | Джесси Уиттен      | Рохан Бопанна Айсам-уль-Хак Куреши           | 7-6(4) 7-5            |
| 3.  | 2 мая 2010       | Родос, Греция                   | Хард        | Симон Штадлер      | Джонатан Маррей Джейми Маррей                | 7-6(4) 6-7(4) [10-7]  |
| 4.  | 6 июня 2010      | Фюрт, Германия                  | Грунт       | Рамиз Джунейд      | Мартин Эммрих Джозеф Сирианни                | 6-3 6-1               |
| 5.  | 8 августа 2010   | Китцбюэль, Австрия              | Грунт       | Рогир Вассен       | Ханс Подлипник-Кастильо Макс Радичнигг       | 3-6 7-5 [10-7]        |
| 6.  | 19 сентября 2010 | Щецин, Польша                   | Грунт       | Рогир Вассен       | Рамиз Джунейд Филипп Маркс                   | 6-4 7-5               |
| 7.  | 28 ноября 2010   | Хельсинки, Финляндия            | Хард(i)     | Мартин Эммрих      | Хенри Континен Яркко Ниеминен                | 7-6(17) 0-6 [10-7]    |
| 8.  | 24 августа 2011  | Манербио, Италия                | Грунт       | Ловро Зовко        | Алессио ди Мауро Алессандро Мотти            | 7-6(4) 7-5            |
| 9.  | 11 сентября 2011 | Генуя, Италия                   | Грунт       | Орасио Себальос    | Джордан Керр Тревис Пэрротт                  | 6-2 7-5               |
| 10. | 13 ноября 2011   | Ортизеи, Италия                 | Грунт       | Ловро Зовко        | Филипп Пецшнер Александр Васке               | 6-4 7-6(4)            |
| 11. | 18 марта 2012    | Сараево, Босния и Герцеговина   | Хард(i)     | Джонатан Маррей    | Михал Мертиняк Игорь Зеленай                 | 7-6(2) 2-6 [11-9]     |
| 12. | 22 апреля 2012   | Рим, Италия                     | Грунт       | Джонатан Маррей    | Андрей Даэску Флорин Мерджа                  | 6-4 7-6(0)            |
| 13. | 3 ноября 2013    | Эккенталь, Германия             | Ковёр (зал) | Филипп Маркс       | Пётр Гадомский Матеуш Ковальчик              | 7-6(4) 6-2            |
| 14. | 14 сентября 2014 | Шецин, Польша                   | Грунт       | Ян-Леннард Штруфф  | Томаш Беднарек Игорь Зеленай                 | 6-2 6-4               |
| 15. | 10 мая 2015      | Рим, Италия                     | Грунт       | Франтишек Чермак   | Андрес Мольтени Марко Трунхельити            | 6-1 6-2               |
| 16. | 23 августа 2015  | Мербуш, Германия                | Грунт       | Рамиз Джунейд      | Уэсли Колхоф Матве Мидделкоп                 | 6-4 7-5               |
| 17. | 25 октября 2015  | Лас-Вегас, США                  | Хард        | Карстен Болл       | Дин О’Брайен Руан Рулофс                     | 3-6 6-3 [10-6]        |
| 18. | 2 сентября 2018  | Комо, Италия                    | Грунт       | Андре Бегеман      | Мартин Клижан Филип Полашек                  | 3-6 6-4 [10-5]        |
| 19. | 6 января 2019    | Нумеа, Новая Каледония          | Хард        | Дональд Янг        | Сем Вербек Андре Йёранссон                   | 7-5 6-4               |
| 20. | 8 ноября 2020    | Эккенталь, Германия             | Ковёр (зал) | Антуан Оан         | Ллойд Гласспул Алекс Лоусон                  | 6-7(8) 7-5 [13-11]    |
| 21. | 12 сентября 2021 | Тульн, Австрия                  | Грунт       | Андреа Вавассори   | Рафаэл Матос Фелипе Мелигени Алвес           | 7-6(5) 6-1            |
| 22. | 10 октября 2021  | Неаполь, Италия                 | Грунт       | Андреа Вавассори   | Мирза Башич Нино Сердарушич                  | 7-5 7-6(5)            |
| 23. | 29 мая 2022      | Тросдорф, Германия              | Грунт       | Эван Кинг          | Хендрик Йебенс Пётр Матушевский              | 6-4 7-5               |

#### Поражения (33)
| №   | Дата             | Турнир                        | Покрытие | Партнёр           | Соперники в финале                              | Счёт               |
| 1.  | 26 октября 2003  | Монтего-Бей, Ямайка           | Хард     | Райан Расселл     | Даниэль Кирнан Дэвид Шервуд                     | 4-6 0-2 — отказ    |
| 2.  | 29 августа 2004  | Алфен-ан-ден-Рейн, Нидерланды | Грунт    | Эрик Кёйлен       | Франсиско Коста Ерун Массон                     | 1-6 6-7(3)         |
| 3.  | 12 сентября 2004 | Кемптен, Германия             | Грунт    | Саша Гессе        | Хоакин Лильо Армин Майкснер                     | 4-6 6-3 4-6        |
| 4.  | 3 июля 2005      | Трир, Германия                | Грунт    | Себастьян Ришик   | Рамиз Джунейд Маркус Шиллер                     | 0-6 4-6            |
| 5.  | 4 сентября 2005  | Нюрнберг, Германия            | Грунт    | Тобиас Кляйн      | Маттиас Бахингер Филипп Пиямонгкол              | 4-6 4-6            |
| 6.  | 11 сентября 2005 | Кемптен, Германия             | Грунт    | Тобиас Кляйн      | Джером Беккер Юлиан Райстер                     | 6-4 4-6 3-6        |
| 7.  | 18 сентября 2005 | Фридберг, Германия            | Грунт    | Тобиас Кляйн      | Джером Беккер Юлиан Райстер                     | 4-6 3-6            |
| 8.  | 23 октября 2005  | Хайльбронн, Германия          | Ковёр(i) | Ладо Чихладзе     | Давид Клир Лукаш Росол                          | 7-6(8) 2-6 3-6     |
| 9.  | 30 октября 2005  | Хайльбронн, Германия          | Ковёр(i) | Ладо Чихладзе     | Давид Клир Лукаш Росол                          | 7-6(7) 3-6 3-6     |
| 10. | 4 февраля 2007   | Меттман, Германия             | Ковёр(i) | Саша Клёр         | Максимилиан Абель Штефан Килххофер              | 6-7(4) 1-6         |
| 11. | 14 июля 2007     | Рёмерберг, Германия           | Грунт    | Бруно Родригес    | Андре Бегеман Ларс Пёршке                       | 1-6 6-4 3-6        |
| 12. | 30 сентября 2007 | Форбак, Франция               | Ковёр(i) | Даниэль Мюллер    | Даниэль Данилович Геро Кречмер                  | 3-6 4-6            |
| 13. | 14 сентября 2008 | Мюлуз, Франция                | Хард(i)  | Штефан Зайферт    | Рубен Бемельманс Нильс Десейн                   | 6-7(11) 3-6        |
| 14. | 5 октября 2008   | Хамбах, Германия              | Ковёр(i) | Штефан Зайферт    | Кевин Деден Мартин Эммрих                       | 3-6 4-6            |
| 15. | 18 января 2009   | Сьюдадела, Испания            | Грунт    | Петер Штайнбергер | Иньиго Сервантес Уэгун Херард Гранольерс-Пуйоль | 3-6 5-7            |
| 16. | 8 марта 2009     | Грайфензее, Швейцария         | Ковёр(i) | Александр Садецки | Михал Табара Роман Вогели                       | 7-6(6) 5-7 [10-12] |
| 17. | 15 марта 2009    | Грайфензее, Швейцария         | Ковёр(i) | Александр Садецки | Хенри Лааксонен Филипп Освальд                  | 1-6 4-6            |
| 18. | 22 марта 2009    | Вадуц, Лихтенштейн            | Ковёр(i) | Александр Садецки | Жереми Бланден Пьеррик Исерн                    | 3-6 2-6            |
| 19. | 21 февраля 2010  | Белград, Сербия               | Ковёр(i) | Мартин Сланар     | Илья Бозоляц Джейми Дельгадо                    | 3-6 3-6            |
| 20. | 8 мая 2010       | Каир, Египет                  | Грунт    | Андре Бегеман     | Мартин Сланар Симоне Ваньоцци                   | 3-6 4-6            |
| 21. | 16 мая 2010      | Бьелла, Италия                | Грунт    | Алессандро Мотти  | Джеймс Серретани Адиль Шамасдин                 | 3-6 6-2 [9-11]     |
| 22. | 6 марта 2011     | Даллас, США                   | Хард(i)  | Бьорн Фау         | Скотт Липски Раджив Рам                         | 6-7(3) 4-6         |
| 23. | 5 июня 2011      | Ноттингем, Великобритания     | Трава    | Мартин Эммрих     | Колин Флеминг Росс Хатчинс                      | 6-4 6-7(8) [11-13] |
| 24. | 12 февраля 2012  | Кемпер, Франция               | Хард(i)  | Джонатан Маррей   | Пьер-Юг Эрбер Максим Тейшейра                   | 6-7(5) 4-6         |
| 25. | 4 марта 2012     | Шербур-Октевиль, Франция      | Хард(i)  | Джонатан Маррей   | Лауринас Григелис Владимир Игнатик              | 6-4 6-7(9) [0-10]  |
| 26. | 18 августа 2013  | Мербуш, Германия              | Грунт    | Филипп Маркс      | Рамиз Джунейд Франк Мозер                       | 3-6 6-7(4)         |
| 27. | 17 ноября 2013   | Хельсинки, Финляндия          | Хард(i)  | Филипп Маркс      | Хенри Континен Яркко Ниеминен                   | 5-7 7-5 [5-10]     |
| 28. | 11 октября 2015  | Сакраменто, США               | Хард     | Даниэль Брандс    | Грега Жемля Блаж Кавчич                         | 1-6 6-3 [3-10]     |
| 29. | 18 октября 2015  | Фэрфилд, США                  | Хард     | Карстен Болл      | Юхан Брунстрём Фредерик Нильсен                 | 3-6 7-5 [5-10]     |
| 30. | 29 ноября 2015   | Андрия, Италия                | Хард(i)  | Карстен Болл      | Марко Кьюдинелли Франк Мозер                    | 6-7(5) 5-7         |
| 31. | 20 августа 2017  | Мербуш, Германия              | Грунт    | Антонио Шанчич    | Кевин Кравиц Андреас Мис                        | 1-6 6-7(5)         |
| 32. | 22 октября 2017  | Исманинг, Германия            | Ковёр(i) | Тим Пютц          | Марин Драганя Томислав Драганя                  | 7-6(1) 2-6 [8-10]  |
| 33. | 24 февраля 2019  | Бергамо, Италия               | Хард(i)  | Томислав Бркич    | Лауринас Григелис Зденек Колар                  | 5-7 6-7(7)         |